# Dornmühle (Fränkisch-Crumbach)
Die Dornmühle ist eine ehemalige, nur noch in Ruinen vorhandene, ehemals mit Wasserkraft betriebene Getreidemühle. Sie liegt nordöstlich in der Gemarkung von Fränkisch-Crumbach im Odenwaldkreis, direkt an der Grenze zum nahen Brensbach. Nur der Brunnen der Mühlenruine steht unter Denkmalschutz.

## Lage
Die Ruinen der Dornmühle befinden sich nördlich Fränkisch-Crumbachs im Gersprenztal linksseitig, nahe Brensbach und des rechtsseitig liegenden NSG Bruch von Brensbach, kurz bevor der Affhöllerbach von rechts in die Gersprenz mündet. Die ehemalige Mühle lehnt sich an den nordöstlichen Ausläufer des 240,1 m hohen, langgestreckten Wersauer Berges an und liegt am knapp 51 km langen Radweg Wassererlebnisband Gersprenz und am Regionalradweg R2. Direkt hinter der Mühle zweigt der Weg auf den Kamm des Wersauer Berges ab. Die Gegend im Gersprenztal wird auch als Mühlendreieck des oberen Gersprenztales bezeichnet. Hier befanden sich einst mindestens 17 Mühlen.

## Geschichte
Die Dornmühle wurde erstmals 1475 als Getreidemühle erwähnt. Ihre Erbauung muss kurz vorher erfolgt sein. Sie wurde mit Wasser aus der Gersprenz über ein oberschlächtiges Mühlrad betrieben. Ihren Namen hat sie vermutlich vom westlich hinter der Mühle aufragenden Dornberg.
Sie gehörte als älteste von vier Mühlen in Fränkisch-Crumbacher Gemarkung zur Herrschaft Fränkisch-Crumbach der Herren von Rodenstein und ihrer Nachfolger. Die drei anderen Mühlen waren die Schmahlmühle (auch Bauersmühle genannt) und die Stegmühle (auch Steegmühle genannt), die beide noch als Kulturdenkmal in Fränkisch-Crumbach existieren, sowie die Lauthemühle (auch Handmühle genannt), die 1854 noch verzeichnet war.
In den 600 Jahren Geschichte führten rund 35 bekannte Pächter die Geschicke der Dornmühle. Im Dreißigjährigen Krieg wurde das gesamte Anwesen zerstört, danach wieder aufgebaut und in den folgenden 300 Jahren mehrfach umgebaut.
1651 erging ein Urteil der Zentgerichte zu Darmstadt und Lichtenberg in einem peinlichen Prozess gegen den Brensbacher Müller Hans Müller und die Magdalena, Witwe des Sebastian Müller in der Dornmühle, wegen Unzucht und Schwängerung.
Nach dem Aussterben der Rodensteiner 1671 wurden Steine der schon ruinösen Burg Rodenstein von den Nachfolgern entnommen und auch in der Dornmühle verbaut.
1686 gab es einen Rechtsstreit des Besitzers Friedrich Wilhelm Freiherr zu Gemmingen und zu Merfeld mit den Gemeinden Brensbach und Kainsbach wegen der Unterhaltung der Dornmühlbrücke.
1775 wurden Reparaturen an der Dornmühle fällig; der damalige Grundriss wurde verzeichnet.
1787 kam es zu Irritationen wegen des Nachteils fehlenden Wassers für die Steg- und Dornmühle durch ein aufgestelltes Wehr oberhalb der Schmahlmühle. Im ausgehenden 18. und beginnenden 19. Jahrhundert wurde die Mühle vermutlich immer weniger bewirtschaftet, denn 1809/1810 wird sie als baufällig bezeichnet.
Erst am 5. März 1818 kam es per Veröffentlichung der entsprechenden Verordnung zur Aufhebung des Mühlenzwanges im Großherzogtum Hessen. Damit verbunden kam es zu Auseinandersetzungen der Freiherrn von Gemmingen mit Müllern und den ehemals bannpflichtigen Einwohnern von Fränkisch-Crumbach, die nun selbst wählen konnten, wo sie ihr Getreide mahlen lassen wollten.
1830 wurden die Schweineställe an der Mühle neu gebaut. 1832 wurde sie in eine Ölmühle umgebaut. 1836 sollte die Scheune neu gebaut werden und war vom Zimmermann Wasenmüller bereits einschließlich Kostenvoranschlag entworfen, wurde aber nicht von den von Gemmingen genehmigt. 1844 wurde ein neuer Grundriss der Dornmühle gefertigt.
Ab 1925 wurde in der Mühle nur noch für den Eigenbedarf gemahlen. Später wurde die Wasserkraft für einen Generator genutzt; in der anstehenden Scheune wurden über einen Seilantrieb eine Holzsäge und eine Dreschmaschine betrieben. 1952 wurde die Bewirtschaftung der Mühle aufgegeben. Nach einem Brand 1962, nach anderen Angaben 1968, verfiel die Mühle zur Ruine. Heute stehen nur noch die zum Berg liegenden Außenmauern bzw. die Hofmauer und ein Gewölbekeller.

## Beschreibung und Ausstattung
Das fünfachsige Mühlenhaus, wie es im 20. Jahrhundert noch bestand, stand parallel zur Flussrichtung der Gersprenz und war bis zum ersten Stock in Stein gemauert. Darüber befanden sich drei Stockwerke in Fachwerkbauweise, zwei davon in das hohe Satteldach eingebunden. An der Nordostecke stand das oberschlächtige Mühlrad außen am Gebäude. Vom Mühlgraben, der aus Richtung Fränkisch-Crumbach das Wasser der Gersprenz herleitete, ist heute nichts mehr zu sehen.
Südlich davon, West-Ost ausgerichtet, also quer zur Giebelfront des Mühlenhauses stehend und nur etwa zwei Drittel so hoch, befand sich die zum Hofgut gehörende Scheune. Mittig dem Mühlenhaus gegenüberstehend war eine Art Torhaus an die Scheune angebaut. Bergseitig strich auf knapp 60 Meter eine Mauer entlang.
Heute sind nur noch die Mauerreste mit mehreren Fensternischen und ein Gewölbekeller sichtbar, die vermutlich alle zum Mühlenhaus gehörten. Der Gewölbekeller ist einsturzgefährdet und sollte nicht betreten werden (Stand 2021).

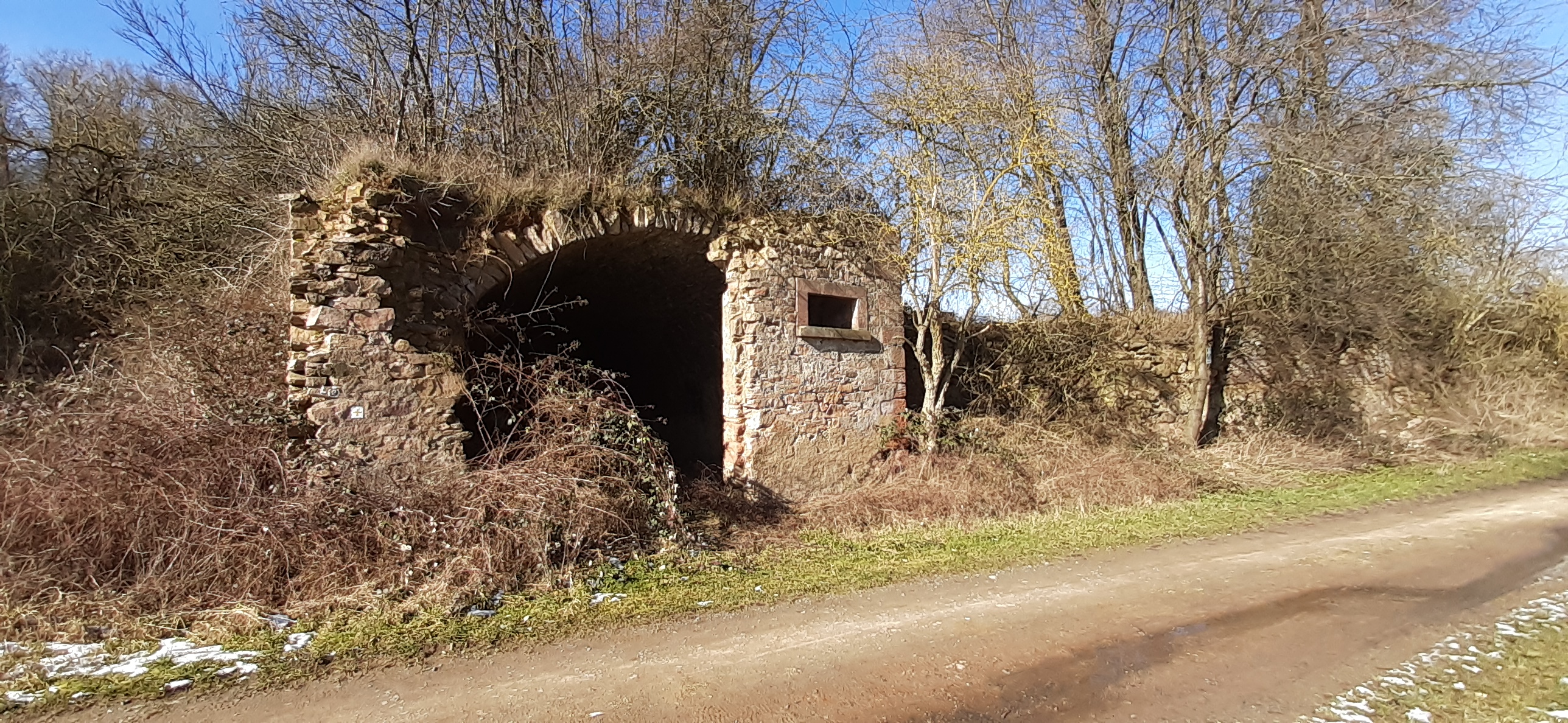
Der Gewölbekeller
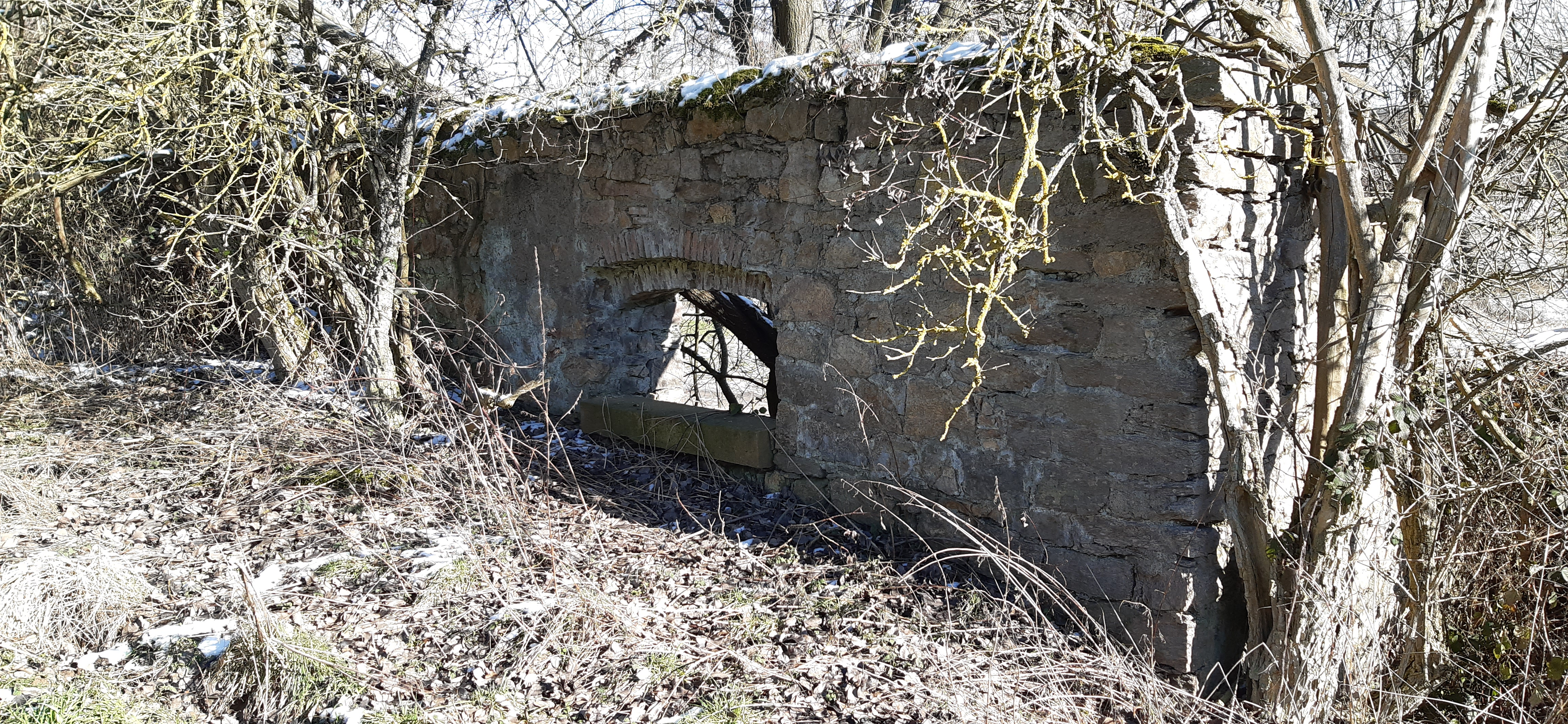
Reste der bergseitigen Außenmauer des Mühlhauses
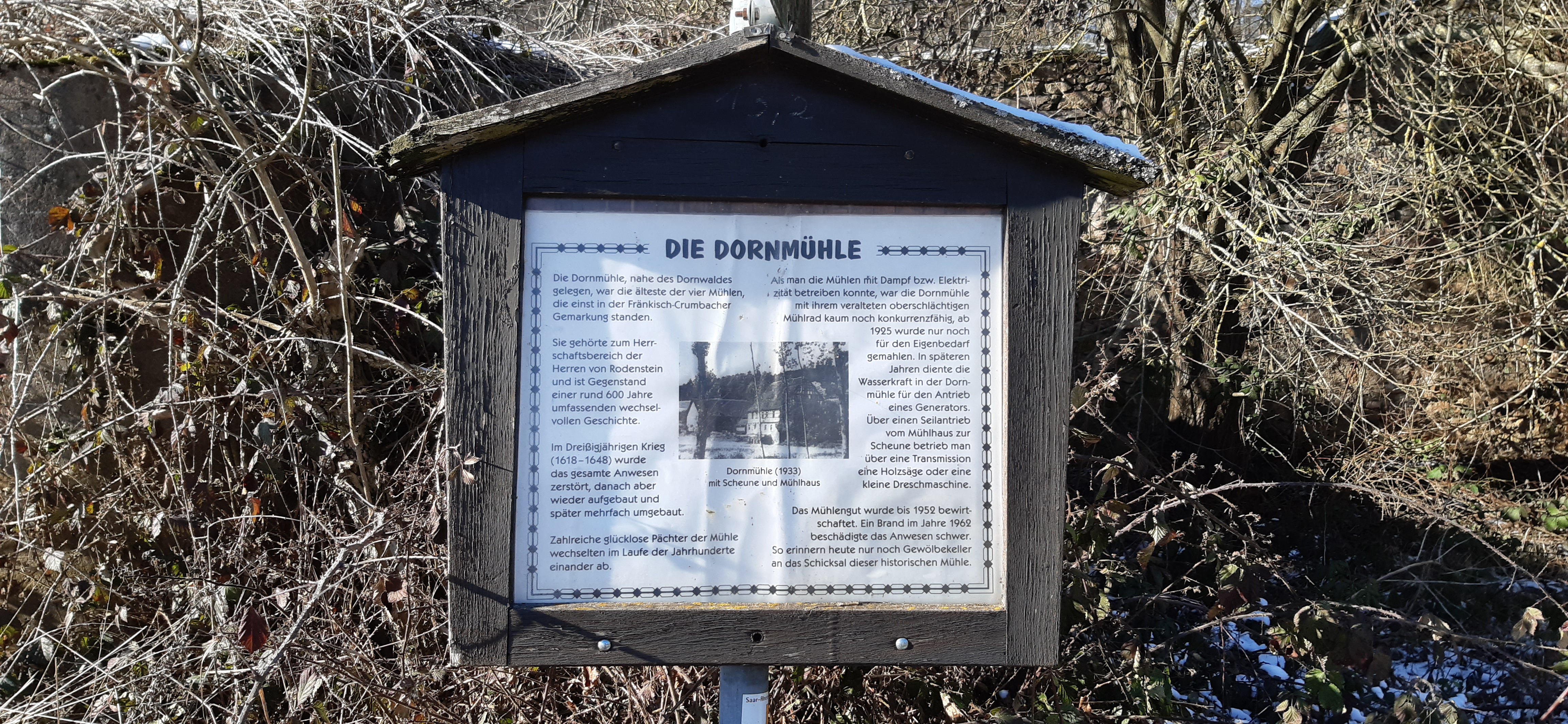
Die Informationstafel
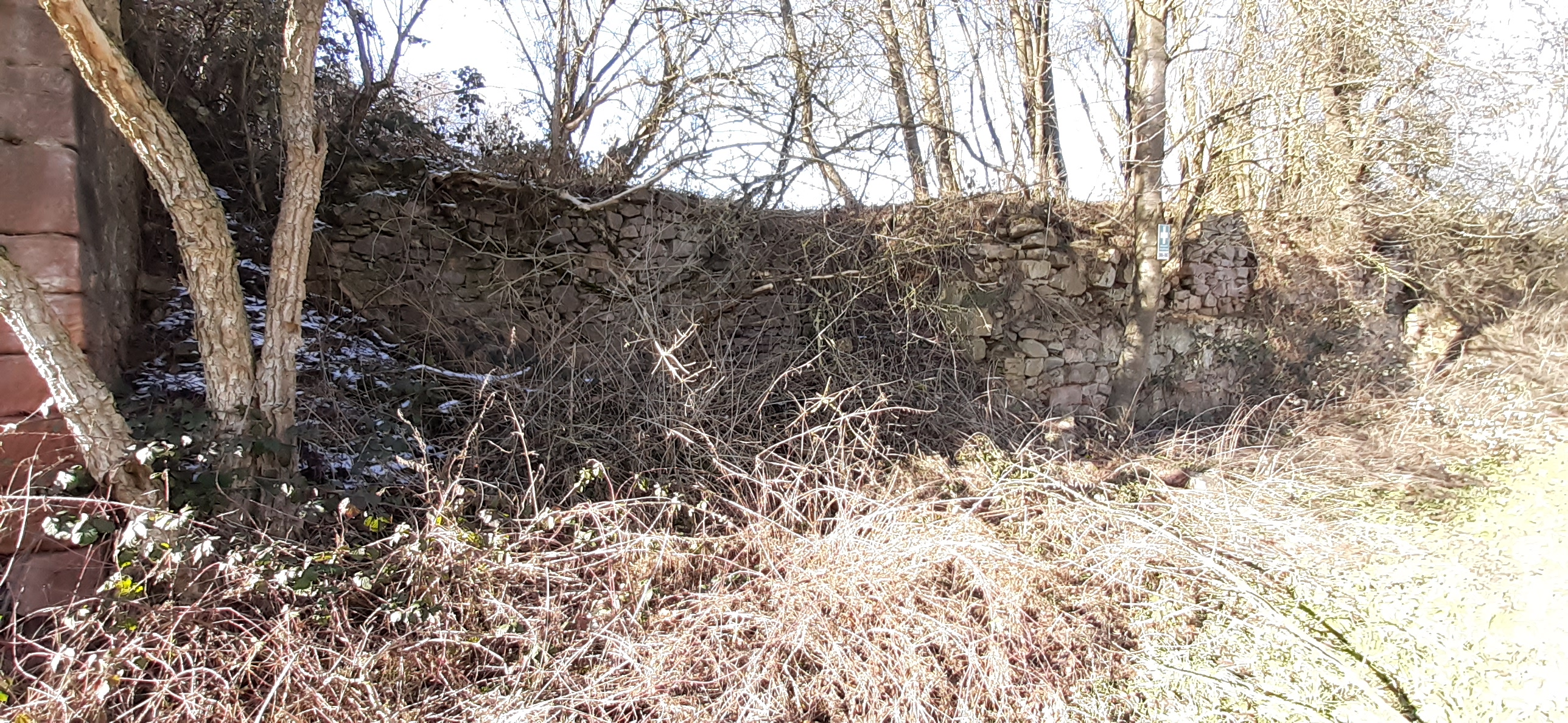
Reste der Hofmauer um das Anwesen

## Pächter
Bekannte Dornmüller waren:
- 1601 wird die Stegmühle von Georg Balthasar von Rodenstein (1560–1626)[10] an Hannes Müller in der Dornmühle verkauft.[11]
- nach 1607 ein Peter Müller in Erbpacht[12][3]
- zu einem späteren Zeitpunkt als Erbpacht an Johanna Maria Eva von Seebach[12]
- 1634 wird dem Rodensteinschen Müller der Dornmühle, Peter Müller, erlaubt auch Brensbach mit Mehl zu versorgen. Der Sohn von Georg III. von Erbach, Georg Albrecht, Graf zu Erbach, Herr zu Breuberg, Schönberg und Seeheim (1597–1647), bestätigt dabei einen Erlass seines verstorbenen Bruders Johann Casimir von Erbach, Herr zu Breuberg und Wildenstein (1584–1627), von 1625[13]
- vor 1651 Sebastian, genannt Best, Müller[14][3]
- nach 1652 (eventuell bis 1660) die Vormünder der Kinder des verstorbenen Sebastian Müller verkaufen die Mühle an Carl Rabenhaupt von Sucha[14]
- 1686 offiziell im Besitz von Friedrich Wilhelm Freiherr zu Gemmingen und zu Merfeld, der vermutlich Pächter eingesetzt hatte.[5]
- 1710–1740(?) Johann Jakob Rödelsperger[15]
- 1728–1740 Conrad Germann[16]
- 1740–1744 Johann Friedrich Schrebel (auch Schröpel genannt)[16]
- 1744–1747 Johann Peter Steiger[16]
- 1744/1764 Georg Langhans, auch Langheinz genannt[16]
- 1764–1776 Georg Wilhelm Hörr[16][17]
- 1776–1792 Müllermeister Johann Philipp Bock[16]

- Laut Archivinformationssystem Hessen 1778–1796 an Johann Philipp Bock

- 1792–1822 Johann Christian Uhrig[16]: Witwer und Sohn des verstorbenen Müllermeisters Johann Konrad Uhrig in der Kellenbacher Mühle bei Ober-Klingen im Oberamt Otzberg ehelichte 1792 die Anna Margaretha Bock, Temporalbeständerin der Dornmühle, Tochter des verstorbenen Vorgängers[18]

- Andere Urkunden geben 1796 bis 1823 an.

- 1823–1856 vermutlich an einen Sohn von Johann Christian Uhrig[15]
- 1893–1897 saß Johannes Lortz auf der Dornmühle[19]